# Walkerana tinniens
Walkerana tinniens är en insektsart som först beskrevs av Otte, D. och Perez-gelabert 2009.  Walkerana tinniens ingår i släktet Walkerana och familjen syrsor. Inga underarter finns listade i Catalogue of Life.